# Einrichtungshaus Karl Kost

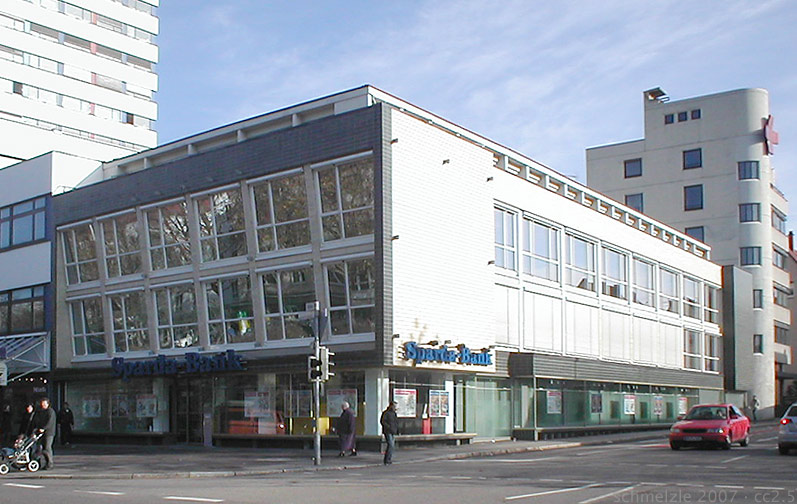
Haus Kost an der Allee in Heilbronn

Das ehemalige Einrichtungshaus Karl Kost ist ein 1951 bis 1954 erbautes Gebäude an der Allee in Heilbronn. Benachbarte Gebäude an der Ostseite der Allee sind im Süden das Konzert- und Kongresszentrum Harmonie und im Norden das Shoppinghaus.

## Geschichte
Am 3. März 1951 wurde an der Ecke Allee/Karlstraße mit den Ausschachtungsarbeiten für das Gebäude begonnen. An der Stelle des Gebäudes befanden sich früher die Gebäude der Handwerkskammer (Allee 36) und der Eiergroßhandlung Richard Scheufler (Karlstraße 29), die beide beim Luftangriff auf Heilbronn am 4. Dezember 1944 zerstört worden waren. Der Bauherr, das Möbelhaus Emil Walker, musste während des Baues Konkurs anmelden. Im Dezember 1953 erwarb das Stuttgarter Möbelhaus Kost das noch nicht fertige Gebäude, das am 27. August 1954 eröffnet wurde. Die Pläne des Gebäudes stammten von Professor Hans Paul Schmohl aus Stuttgart, den Bau führte der Böckinger Architekt Karl Mogler aus. Seit 15. November 2004 ist im Gebäude die Heilbronner Filiale der Sparda-Bank Baden-Württemberg untergebracht.

## Beschreibung des Gebäudes
Das Gebäude wird wie folgt charakterisiert:

„[…] Mit seiner mehr als 70 Meter langen Schaufensterfront und seiner auf sechs Stockwerke verteilten Verkaufs- und Ausstellungsfläche von 4500 m² zählte das neu geschaffene Einrichtungshaus damals zweifellos zu einem der modernsten und schönsten Möbeleinzelhandelsgeschäfte von ganz Deutschland.“

Hennze beschreibt das Gebäude wie folgt:

„Hans Paul Schmohl und Karl Mogler errichteten […] an der Allee, Ecke Karlstraße einen Nutzbau […] in den leichten, diaphanen Formen der Fünfzigerjahre.“

Fekete beschreibt das Gebäude wie folgt:

„[…] entstand an der Allee am Rand der Innenstadt das Einrichtungshaus Kost […] nach Entwürfen von Haus Paul Schmohl aus Stuttgart, dessen Gestaltung insbesondere durch die großformatigen Fensteröffnungen, die Wandverkleidung mit farbigem Klinker und den weiträumig geschwungenen, eine offene, mehrstöckige Galerie bildenden Treppenaufgang einen sehr repräsentativen Charakter erhielt. Daneben beeindruckte der Bau durch architektonische Kunstgriffe bzw. Detaillösungen wie z. B. die Schrägstellung der westlichen Fensterfront, wodurch die Sonneneinstrahlung minimiert wurde.“